# إليزابيث باجشو
إليزابيث باجشو (بالإنجليزية: Elizabeth Bagshaw)‏‏ (1 أكتوبر 1881 - 5 يناير 1982 في هاميلتون) طبيبة من كندا.

## الجوائز
- نيشان كندا من رتبة عضو
- قاعة مشاهير الطب الكنديين[8]